# Luis Paz
Luis Alejandro Paz Mulato (Bogotá, Cundinamarca, Colombia; 8 de septiembre de 1988) es un futbolista colombiano. Juega de centrocampista en el América de Cali de la Categoría Primera A de Colombia. Es primo del también futbolista colombiano Adrián Ramos.

## Trayectoria

### Centauros
Después de pasar por las inferiores de América de Cali y Boca Juniors de Cali, llega al equipo de Villavicencio en el 2008, para reforzarlo de cara al torneo de segunda división por pedido del entrenador César Torres. Con el equipo de 'la media Colombia' disputó 70 partidos y anotó 2 goles.

### Deportes Quindio
A mediados de 2010 llegó al equipo 'cuyabro' por pedido del Pecoso Castro. Estuvo allí hasta 2015 jugando 220 partidos.

### Deportes Tolima
En el año 2016 llega al equipo 'pijao' por pedido del entrenador Alberto Gamero siendo campeón del Torneo Apertura del año 2018.

### América de Cali
El hijo pródigo vuelve a casa y esta vez como jugador profesional. Desde comienzos de 2019 y por pedido de Fernando "Pecoso" Castro, el jugador regresa al equipo que lo tuvo en sus inferiores. Se ganó un lugar como titular del equipo Escarlata.

## Estadísticas
| Club                               | Div.          | Temporada     | Liga  | Liga  | Copas nacionales | Copas nacionales | Copas internacionales | Copas internacionales | Total | Total |
| Club                               | Div.          | Temporada     | Part. | Goles | Part.            | Goles            | Part.                 | Goles                 | Part. | Goles |
| ---------------------------------- | ------------- | ------------- | ----- | ----- | ---------------- | ---------------- | --------------------- | --------------------- | ----- | ----- |
| Centauros Villavicencio · Colombia | 2.ª           | 2008-10       | 57    | 1     | 13               | 1                | -                     | -                     | 70    | 2     |
| Centauros Villavicencio · Colombia | Total club    | Total club    | 57    | 1     | 13               | 1                | 0                     | 0                     | 70    | 2     |
| Deportes Quindio · Colombia        | 1.ª           | 2010          | 15    | 1     | 0                | 0                | -                     | -                     | 15    | 1     |
| Deportes Quindio · Colombia        | 1.ª           | 2011          | 32    | 0     | 8                | 0                | -                     | -                     | 40    | 0     |
| Deportes Quindio · Colombia        | 1.ª           | 2012          | 29    | 0     | 5                | 0                | -                     | -                     | 34    | 0     |
| Deportes Quindio · Colombia        | 1.ª           | 2013          | 32    | 0     | 10               | 0                | -                     | -                     | 42    | 0     |
| Deportes Quindio · Colombia        | 2.ª           | 2014          | 43    | 0     | 12               | 1                | -                     | -                     | 55    | 1     |
| Deportes Quindio · Colombia        | 2.ª           | 2015          | 29    | 0     | 5                | 0                | -                     | -                     | 34    | 0     |
| Deportes Quindio · Colombia        | Total club    | Total club    | 180   | 1     | 40               | 1                | 0                     | 0                     | 220   | 2     |
| Deportes Tolima · Colombia         | 1.ª           | 2016          | 33    | 0     | 9                | 0                | 2                     | 0                     | 44    | 0     |
| Deportes Tolima · Colombia         | 1.ª           | 2017          | 30    | 1     | 1                | 0                | 2                     | 0                     | 33    | 1     |
| Deportes Tolima · Colombia         | 1.ª           | 2018          | 22    | 0     | 2                | 0                | -                     | -                     | 24    | 0     |
| Deportes Tolima · Colombia         | Total club    | Total club    | 85    | 1     | 12               | 0                | 4                     | 0                     | 101   | 1     |
| América de Cali · Colombia         | 1.ª           | 2019          | 36    | 0     | 5                | 0                | -                     | -                     | 41    | 0     |
| América de Cali · Colombia         | 1.ª           | 2020          | 20    | 0     | 1                | 0                | 4                     | 0                     | 24    | 0     |
| América de Cali · Colombia         | Total club    | Total club    | 56    | 0     | 6                | 0                | 4                     | 0                     | 65    | 0     |
| Total carrera                      | Total carrera | Total carrera | 378   | 3     | 71               | 2                | 8                     | 0                     | 456   | 5     |

### Resumen estadístico
| Competición           | Partidos | Goles | Promedio |
| --------------------- | -------- | ----- | -------- |
| Liga                  | 357      | 3     | 0.01     |
| Copas nacionales      | 70       | 2     | 0.03     |
| Copas internacionales | 4        | 0     | 0        |
| Total                 | 431      | 5     | 0.01     |

## Palmarés

### Campeonatos nacionales
| Título                | Club            | País     | Año  |
| --------------------- | --------------- | -------- | ---- |
| Torneo Apertura       | Deportes Tolima | Colombia | 2018 |
| Torneo Finalización   | América de Cali | Colombia | 2019 |
| Campeonato colombiano | América de Cali | Colombia | 2020 |